# Echoes (miniserie)
Echoes es una miniserie dramática australiana de Netflix. Se trata de una serie de suspenso y misterio sobre gemelas idénticas, Leni y Gina, que comparten un peligroso secreto. Leni y Gina han intercambiado vidas en secreto desde que eran niñas, culminando en una doble vida como adultos donde comparten dos hogares, dos maridos y un hijo. Su mundo perfecto se convierte en un caos cuando una de las hermanas desaparece.

## Elenco

### Principales
- Michelle Monaghan como Leni y Gina.
- Matt Bomer como Jack Beck.
- Daniel Sunjata como Charlie Davenport.
- Ali Stroker como Claudia.
- Karen Robinson como la sheriff Louise Floss.
- Rosanny Zayas como la diputada Paula Martínez.
- Michael O'Neill como Victor McCleary.
- Celia Weston como Georgia Tyler.
- Gable Swanlund como Mathilda "Mattie" Beck.
- Jonathan Tucker como Dylan James.

### Periódicos
- Tyner corriendo como Maria McCleary.
- Madison Abbott como Leni joven.
- Victoria Abbott como la joven Gina.
- Alise Willis como Mega.
- Maddie Nichols como Natasha.

## Producción
Echoes fue creado y escrito por Vanessa Gazyi también coproductora ejecutiva con Brian Yorkey, Quinton Peeples e Imogen Banks de EndemolShine Banks Australia. Yorkey y Peeples sirven como showrunners. Michelle Monaghan es la protagonista. Matt Bomer se sumó al elenco en el papel principal. Daniel Sunjata se sumó al elenco en el papel principal. Ali Stroker, Karen Robinson y Rosanny Zayas se sumaron al elenco de los habituales de la serie. En octubre de 2021, Michael O'Neill, Celia Weston, Gable Swanlund, Tyner Rushing, Hazel Mason, Ginger Mason, Alise Willis, Maddie Nichols y Jonathan Tucker se sumaron al elenco.